# Nicolas Minassian

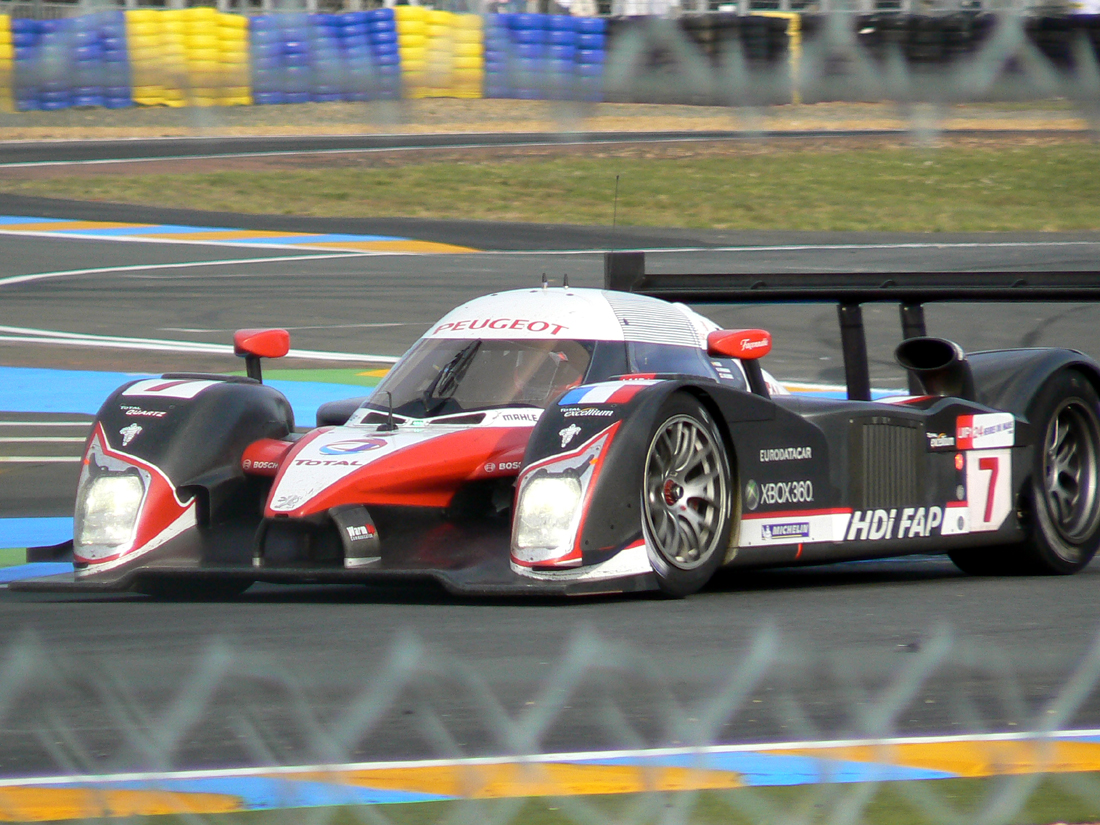
Nicolas Minassian w Peugeotcie 908 w wyścigu 24h Le Mans 2008

Nicolas Minassian (ur. 28 lutego 1973 w Marsylii) – francuski kierowca wyścigowy.
Urodził się w 1973 roku w Marsylii i jest aktywny w międzynarodowym sporcie motorowym od 1994 roku.
Ścigał się w seriach wyścigowych o otwartym nadwoziu oraz w bolidach Le Mans Series klasy LMP1. W latach 1998–2000 rywalizował w wyścigach międzynarodowej Formuły 3000. W 2000 roku został jej wicemistrzem.
W 2001 roku wystartował w zespole Target Chip Ganassi Racing w serii CART oraz w wyścigu Indianapolis 500. W połowie sezonu został jednak zwolniony z powodu niezadowalających wyników.
W 2002 roku Minassian powrócił do Europy i wygrał ASCAR Oval Racing Series. W 2003 roku spróbował ponownie startów w Formule 3000, jednak jego zespół wycofał się z rywalizacji po pierwszej rundzie. Od tego czasu bierze udział w wyścigach długodystansowych, m.in. Le Mans. 15 czerwca 2008 roku w świetnym stylu zajął drugie miejsce w prestiżowym wyścigu 24h Le Mans, prowadząc Peugeota 908 HDI FAP z silnikiem Diesla. Jego partnerami byli Jacques Villeneuve oraz Marc Gené.

## Starty w karierze
| Sezon | Seria                                        | Zespół              | Starty | PP | Zwyc. | Punkty | Pozycja |
| ----- | -------------------------------------------- | ------------------- | ------ | -- | ----- | ------ | ------- |
| 1998  | Formuła 3000                                 | West Competition    | 11     | 0  | 0     | 5      | 13.     |
| 1999  | Formuła 3000                                 | Kid Jensen Racing   | 10     | 1  | 1     | 20     | 6.      |
| 2000  | Formuła 3000                                 | Super Nova Racing   | 10     | 0  | 3     | 45     | 2.      |
| 2001  | CART                                         | Chip Ganassi Racing | 6      | 0  | 0     | 7      | 27.     |
| 2001  | Indy Racing League                           | Chip Ganassi Racing | 1      | 0  | 0     | 1      | 47.     |
| 2002  | ASCAR                                        | Ray Mallock Ltd     | 16     | 1  | 1     | 2535   | 1.      |
| 2003  | Formuła 3000                                 | Brand Motorsport    | 1      | 0  | 0     | 0      | -       |
| 2007  | Le Mans Series (LMP1)                        | Team Peugeot Total  | 6      | 6  | 3     | 33     | 4.      |
| 2008  | Le Mans Series (LMP1)                        | Team Peugeot Total  | 5      | 2  | 2     | 32     | 3.      |
| 2009  | American Le Mans Series (LMP1)               | Team Peugeot Total  | 2      | 1  | 0     | 46     | 8.      |
| 2010  | Le Mans Series (LMP1)                        | Team Peugeot Total  | 2      | 0  | 1     | 16     | 16.     |
| 2011  | Intercontinental Le Mans Cup (LMP1)          | Peugeot Sport Total | 3      | 0  | 0     | -      | -       |
| 2012  | FIA World Endurance Championship (LMP1/LMP2) | Pescarolo Team      | 2      | 0  | 0     | 14     | 23.     |
| 2012  | FIA World Endurance Championship (LMP1/LMP2) | Pecom Racing        | 4      | 0  | 0     | 14     | 23.     |
| 2013  | FIA World Endurance Championship (LMP2)      | PeCom Racing        | 8      | 1  | 0     | 29     | 14.     |
| 2014  | FIA World Endurance Championship (LMP2)      | SMP Racing          | 8      | 0  | 0     | 96     | 5.      |

## Starty w Indianapolis 500
| Rok  | Nadwozie | Silnik     | Start | Wynik | Uwagi           |
| ---- | -------- | ---------- | ----- | ----- | --------------- |
| 2001 | G-Force  | Oldsmobile | 22    | 29    | Skrzynia biegów |